# トレーサー

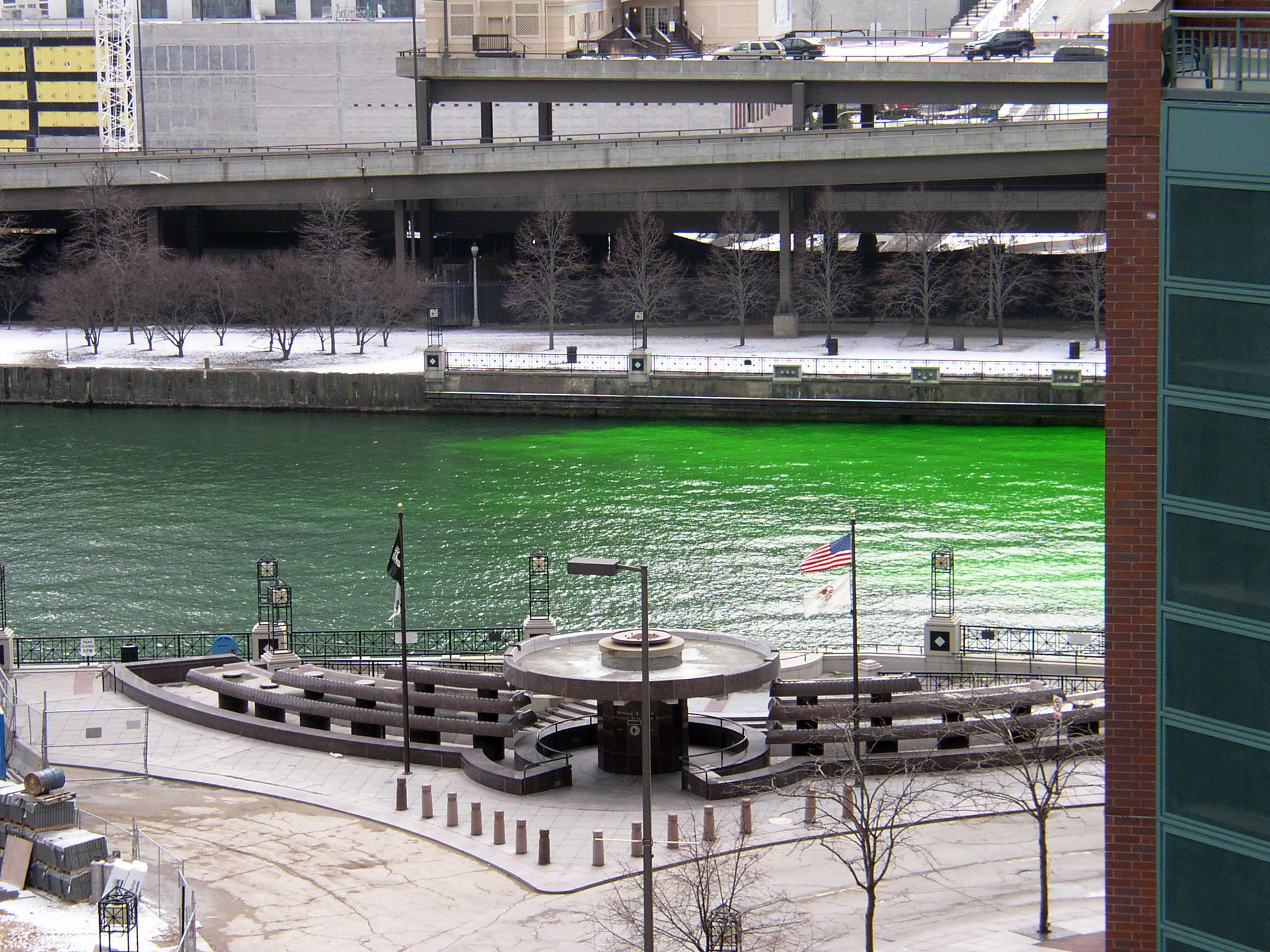
染料をトレーサーとして使った事例。

トレーサー（tracer）とは、液体など流体の流れ、あるいは特定の物質（代謝などで化学変化する場合を含む）を追跡するために使われる、微量添加物質や性質である。追跡子(ついせきし)ともいう。

## 概要
トレーサーとは具体的に、（大量の）塩、インクなどの色素や薬品、放射性同位体、煙などの微粒子などを示す。これらを実験対象物に添加し、あらかじめ想定しておいた範囲内で化学的検出手法、紫外線、ガンマ線カメラ等を用いて添加物を検出し、伝播の状態や範囲を追跡調査する。
また、物質以外に、温度など一定時間保たれる性質も、条件は限られるがトレーサーとして使用できる。物質のトレーサーも、「濃度」という性質と考えることもできる。

## 利用
- 生体内での薬品、化学成分の伝播状況
- 水源（井戸水）や地すべり地における地下水の移動状況
- 空気に関し、飛行機や自動車の形状の評価、ファンや換気装置・空気調和装置などにおける風の流れの最適化。

## 注意点
人体や地下水等で放射性同位体や大量の塩を使う際には、人体や環境に影響のでない規模で慎重に行う必要がある。

## 類似の技術
同位体ラベリングは、同位体トレーサーのように同位体を使うが、流体に混入させるのではなく、分子の中で置き換えるという違いがある。